# Ágnes Hornyák
Ágnes Hornyák (n. 2 septembrie 1982, în Mátészalka) este o handbalistă maghiară care joacă pentru clubul Győri Audi ETO KC și echipa națională a Ungariei. 
Hornyák a debutat internațional împotriva Norvegiei, pe 2 martie 2005. Ea a participat la Campionatul Mondial din acel an și a cucerit medalia de bronz. Ágnes Hornyák a mai luat parte și la Campionatul Mondial din 2007, și a reprezentat Ungaria la Campionatele Europene din 2006 și 2008.
În plus, Hornyák a fost componentă a echipei care a terminat pe locul 4 la Olimpiada din 2008, găzduită de China.

## Palmares
- Nemzeti Bajnokság I:
  -  Câștigătoare: 2008, 2009, 2010, 2011, 2012, 2013, 2014
  -  Medalie de argint: 2007

- Magyar Kupa:
  -  Câștigătoare: 2002, 2007, 2008, 2009, 2010, 2011, 2012, 2013, 2014

- Liga Campionilor EHF:
  -  Câștigătoare: 2013, 2014
  - Finalistă: 2009, 2012
  - Semifinalistă: 2007, 2008, 2010, 2011

- Campionatul Mondial:
  -  Medalie de bronz: 2005

- Campionatul Mondial Universitar:
  -  Câștigătoare: 2010